# 행정절차법
행정절차법(行政節次法)은 행정절차를 규율한 일반법이다.

## 역사
행정국가를 위한 권리장전인 행정절차법의 제정은 행정과정의 법적 규율을 통해 행정민주화를 달성하고 삶의 질을 확보하기 위한 입법적 실천이자 행정제도개혁의 중요한 부분이다.  행정절차법의 제정사업은 1925년 오스트리아에서 처음 시작되었으며 이후 유럽 여러 나라와 미국(1946년) 그리고 일본(1993년)등이 행정절차법을 제정하였다. 오스트리아 행정절차법은 역사적으로 가장 오래된 행정절차법임과 동시에 가장 성공한 예로 지적되고 있으며 그 바탕에는 완전법치주의에 있다.
행정절차법은 지금까지의 통설과 판례가 이룩한 수준만을 입법화한 것이 아니라 당시의 통설과 판례가 상당히 오랜 기간 형성 발전시켜 온 행정절차상의 사항들을 입법화한 것이다.  오스트리아 행정절차법은 판례법의 결실이었고, 독일 연방행정절차법 역시 종래 개별법에 의하여 규율되었던 것과 다른 새로운 제도, 법리를 창조한 것이 아니라 대부분의 규율이 그 당시까지 법률 판례 및 학설이 전개해 왔던 성과를 확인한 것에 불과하다.
뿐만 아니라 행정절차법은 순수절차규정만을 입법화하려고 노력하였다는 점이 차별화된다. 각국의 입법례를 보면, 행정절차법이 순수절차규정만으로 구성되는 입법례도 있고, 절차규정 외에 실체규정을 포함시키고 있는 입법례도 있다. 독일 연방행정절차법은 후자의 대표적인 예이다. 한국의 행정절차법 역시 행정법전을 지향하고 있지 않으며 약간의 예외를 제외하고 원칙적으로 절차규정만으로 구성되어 있다.
다른나라의 입법례를 참고하여 대한민국에서도 1996년 12월 31일에 법률 제 5,241호로 행정절차법이 공포되었다. 1998년 1월 1일부터 시행되었으며 최근 2008년 2월 29일에 일부 조항이 개정되었다. 한국의  행정절차법은 미국, 오스트리아, 독일의 행정절차법을 주로 참조하여 1993년 대통령자문기구인 행정쇄신위원회의 권고에 따라 1995년 5월에 발족한 총무처의 행정절차법안심의위원회가 행정절차법안을 마련하여 1996년 8월 1일부터 8월 20일까지 입법예고를 거쳐 제181회 정기국회에서 의결되었다.

## 한국의 행정절차법
행정절차법은 총 7개장 58개조로 되어 있으며 대부분 절차법적 내용을 담고 있으며 실체법적 규정도 일부 포함하고 있다. 또한 민원사무에 관한 일반법으로 민원사무 처리에 관한 법률, 민원 1회 방문처리제, 심사기준의 설정, 처리결과의 통지 등에 대해서도 규정하고 있다. 개별법에서는 고지, 청문 등 행정절차에 관한 행정절차법의 헌법적 근거는 헌법 제12조 제1항의 적법절차조항으로 찾는 것이 일반적이며 또한 헌법상 민주국가원리, 법치국가원리, 인간의 존엄과 가치에 관한 헌법 제10조 등에서 찾는 견해도 존재한다.

## 최근의 개정
2002년에 전자우편 등 정보통신망을 이용한 행정절차제도의 보완에 따라 송달 및 그 효력발생에 관한 규정을 개정하고, 또한 정보통신망을 이용한 처분의 신청과 의견제출, 청문.공청회 등 의견청취제도의 보완 등을 내용으로 하는 대대적인 개정이 이루어졌다.
2006년 3월 24일, 국회 소관 위원회에서 행정입법 검토제도를 보다 실효적으로 운영하기 위하여 대통령령을 사전에 국회 소관 상임위원회에 제출하게 하는 내용의 규정이 신설되었다. 즉, 현행법 제42조 제2항에서 “행정청은 입법예고를 하는 경우에는 국회 법 제98조의2 제1항의 규정에 따라 대통령령을 국회 소관 상임위원회에 제출하여야 한다”는 것이 그것이다. 지난 2005년 7월 28일 법률 제7614호로 개정되기 이전의 국회법 제98조의2에 의하면 대통령령.총리령.부령등이 제정.개정 또는 폐지된 때에는 10일 이내에 이를 국회 소관상임위원회에 제출하도록 되어 있었으나, 현실적으로 대통령령등 이 제.개정된 후에는 법률취지 위반여부 등에 대한 국회통제가 사실상 어려운 문제가 있었다. 이러한 문제점을 해결하기 위하여 개정국회법에서는 행정입법 중 대통령령의 경 우에는 입법예고 단계에서도 해당 위원회가 그 입법예고안을 제출받아 검토할 수 있도 록 함으로써, 국회의 행정입법 검토제도를 보다 실효성 있게 운영할 수 있도록 하였다. 이에 따라 개정된 현행 행정절차법은 행정상 입법예고절차를 규정하고 있는 행정 절차법 제42조를 국회법 제98조의2와 동일한 취지의 내용으로 개정하여 국회의 행정입 법 검토제도를 더욱 실효성 있게 운용하기 위하여 그 구체적 절차를 확립하고자 한 것이라고 할 수 있다.

## 주요내용
행정청에 대하여 처분을 구하는 신청은 원칙적으로 문서로 하여야 하며 입법예고기간은 예고할 때 정하되 특별한 사정이 없는 한 20일 이상으로 한다. 행정청은 청문을 실시하고자 하는 경우에 청문이 시작되는 날부터 10일 전까지 법이 정한 사항을 당사자 등에게 통지하여야 한다. 법령에서 행정청에 대하여 일정한 사항을 통지함으로써 의무가 끝나고 신고를 규정하고 있는 경우에는 요건을 갖춘 신고서가 접수기관에 도달된 때에 신고의무가 이행된 것이다.

## 참고 문헌
- 김철용, 행정절차법의 특색과 내용, 고시계, 1997.02.
- 행정절차법의 문제점, 행개련 제1차 월례정책토론회.
- 조정환, 행정법 (상), 진원사, 2009.
- 박철우, 행정절차법, 한국사법행정학회, 1998.

## 같이 보기
- 행정절차